# Jaguar Mark X
Jaguar Mark X (Mark Ten), senere omdøbt til Jaguar 420G, var den britiske bilproducent Jaguars top sedan i årtiet fra 1961 til 1970. Den store luksuriøse Mark X efterfulgte Jaguar Mark IX som firmaets fornemste bil, og var primært rettet mod et amerikanske marked. Jaguar håbede at bilen kunne appellere til statsoverhoveder, diplomater of filmstjerner.
Den blev introduceret samme år som Jaguars ikoniske E-Type, og Mark X imponerede med sine tekniske specifikationer og innovationer. Modsat sine forgængere så havde Mark X et såkaldt uni-chassis - det største i Storbritannien på dette tidspunkt, samt uafhængig affjedring bagpå, hvilket var uhørt for tidlige britiske luksusbiler i 1960'erne. Kombineret med en 3,8 L motor som også sad i E-typen, gav det Jaguars flagskib en tophastighed på 193 km/h, og fornuftige køreegenskaber til under halvdelen af prisen for den samtidige Rolls-Royce Silver Cloud.
På trods af ros fra pressen på begge sider af Atlanten, så opnåede Mark X aldrig sit salgsmål. Da Jaguar besluttede at erstatte hele sin sedan-linje med en enkelt ny model, brugte den nye XJ6 fra 1968 Mark X som skabelon. Jaguar byggede ikke en ny bil der var lige så stor som Mark X i resten af dette århundrede, indtil LWB-versionen af the 2003–2009 Jaguar XJ (X350). Den mest sjældne udgave af Mark X er med 4,2 L motor, som der kun blev bygget 5137 eksemplarer af.